# Détermination de la base des cumulus

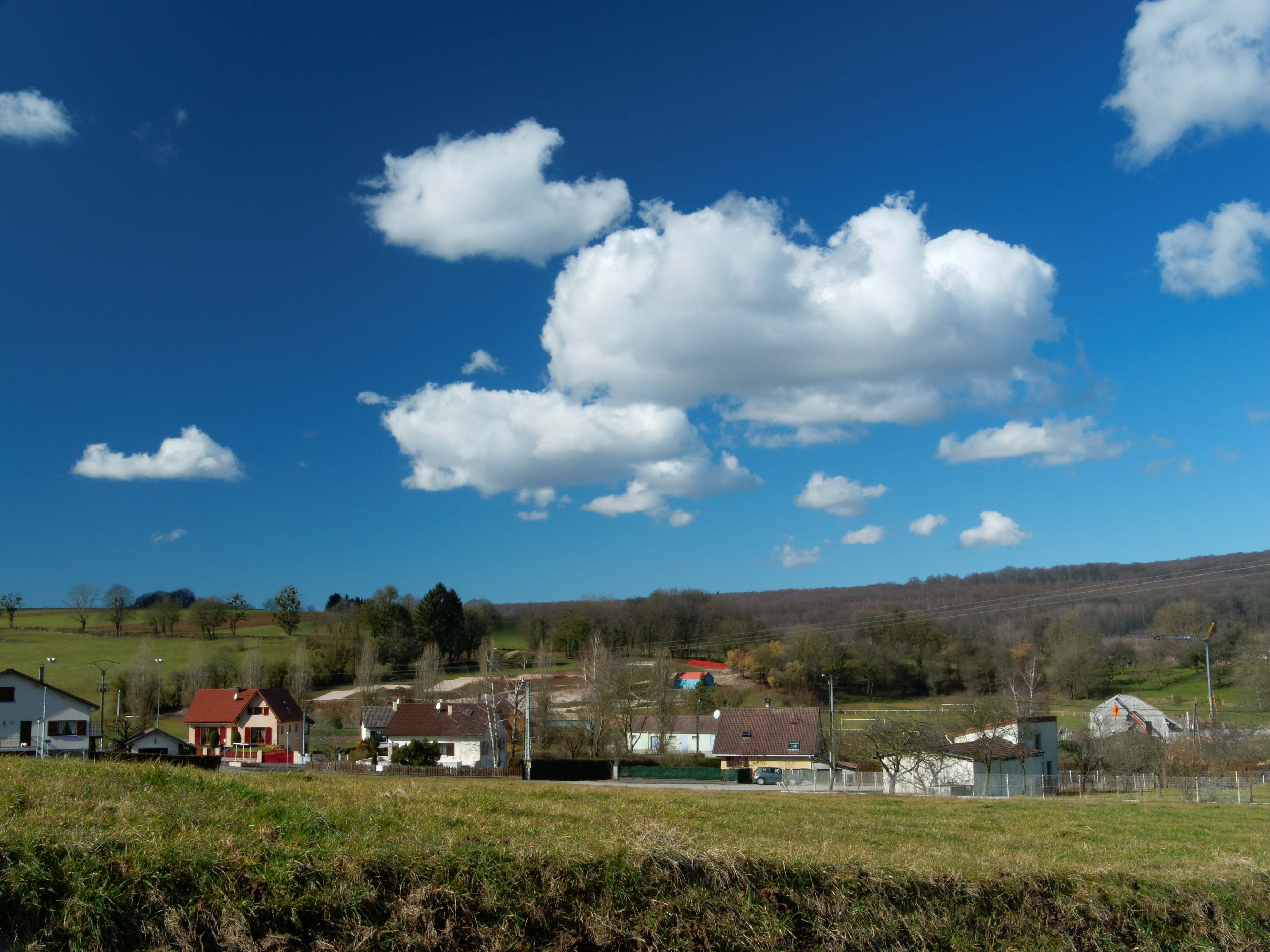
Cumulus humilis à base bien définie qui dépend de la température et de l'humidité disponible.

La détermination de la base des cumulus, en présence de bulles de convection, est le calcul de la hauteur à laquelle commence ce type de nuages lors d'un réchauffement de la surface terrestre et avec une humidité donnée. Elle peut être déterminée avec une grande précision (de l'ordre de quelques pourcents) en application des lois de la thermodynamique. 

## Historique

### Explication qualitative
À la fin du XIXe siècle, la détermination de la base des cumulus était mal comprise. Ainsi Alfred Angot affirma :

« La hauteur des nuages éprouve dans le cours de l'année une variation très nette : une même couche de nuages est en moyenne à une altitude plus grande en été qu'en hiver. Cela se comprend aisément, car l'air en même temps qu'il est plus chaud, est généralement plus sec en été qu'en hiver; il faut donc s'élever davantage pour rencontrer une couche assez froide où commence la condensation. »

La notion d'air sec est ambigüe car en général l'air contient plus de vapeur d'eau en été même si l'humidité relative est plus basse. L'auteur ne connaissait pas la formule de Hennig découverte 4 ans plus tôt et ébauchée par James Espy 60 ans plus tôt. L'explication énonçant « rentrer une couche assez froide » est vague par nature. En fait le calcul de la base des nuages convectifs est extrêmement précis.

### Découverte de la formule
Dans le monde germanique, il est dit que la formule donnant la base des nuages a été publiée pour la première fois par Richard Hennig en 1895.
La hauteur de la base des nuages est exprimée comme suit:
{\displaystyle b=k\times (T-D)}
où b est la hauteur de la base des nuages, T est la température et D est le point de rosée.
avec k = 122,6 m/K.
Cependant, la détermination de la hauteur de la base des cumulus a été pour la première fois évoquée par James Espy en 1841
(soit 54 ans plus tôt) qui affirma que si la différence entre la température et le point de rosée est de 4 degrés Fahrenheit, alors la base des nuages sera à 300 verges de hauteur. Exprimée de manière moderne, la formule d'Espy est la suivante :
{\displaystyle b=k\times (T-D)}
où à nouveau, b est la hauteur de la base des nuages, T est la température et D est le point de rosée.
Espy affirme donc que {\displaystyle k={300\ {\rm {verges}} \over 4\ {\rm {degr{\acute {e}}s\ Fahrenheit}}}}.
On convertit maintenant en unités standards. On a: 1 verge = 0,914 4 m et 1 degré Fahrenheit = 100⁄180 K. Donc,
{\displaystyle k={300\times 0,9144 \over 4\times {5 \over 9}}=123,4{\rm {m/K}}}
Aussi surprenant que cela puisse paraître, le résultat est très proche de la valeur admise de 125 m/K. Cependant le raisonnement utilisé par l'auteur est hautement discutable. En effet, l'auteur affirme que le gradient adiabatique sec γ est 100 verges par 1,5 degré Fahrenheit. Donc, si l'on convertit en unités standards, l'on obtient:
{\displaystyle \gamma ={{3 \over 2}\times {5 \over 9} \over 100\times 0,9144}=9,11{\rm {K/km}}}
Le gradient adiabatique sec est {\displaystyle \gamma =g/c_{p}=9,75{\rm {K/km}}} où g = 9,8065 m/s² est l'accélération de la gravité et cp=1006 J/(kg K) est la capacité calorifique de l'air à pression constante. On constate donc que l'estimation par Espy du gradient adiabatique sec est minorée de 6,5 %. Ensuite, il utilise un argument peu clair où il relie la décroissance moyenne de la température en fonction de la hauteur qui serait de 1 degré Fahrenheit par 100 verges avec le gradient adiabatique sec qui est de 1.5 degré Fahrenheit. Il semble faire une moyenne arithmétique où le coefficient serait 100 verges/1,25 degré Fahrenheit. Il obtiendrait alors 131 m/K. Cependant l'explication n'est pas satisfaisante.

## Autres formules
La FAA propose une formule qui sous-estime la hauteur des cumulus de l'ordre de 5%. Cette formule est la suivante :
{\displaystyle b=k\times (T-D)} où k = 400 pieds / ⁰C;
T est la température au sol et D est le point de rosée.
Une formule plus précise (formule de Hennig) est la suivante, :
{\displaystyle b=a\times (T-D)} où a = 0,125 km / ⁰C;
Le calcul du coefficient k (ou a) peut être effectué rigoureusement en appliquant les lois de la thermodynamique et en supposant que la bulle d'air ne se mélange pas avec l'air extérieur. On notera que le coefficient k varie de quelques pourcents en fonction de la température au sol.

## Calcul rigoureux du coefficientk(oua)

Émagramme (voir la discussion ci-dessous) qui montre que T soulevé le long de l'adiabatique sèche et à rapport de mélange constant nous permet de trouver le niveau de condensation par convection et donc la hauteur de la base d'un cumulus

On suppose que la parcelle d'air ne se mélange pas avec l'air extérieur. On définit le rapport de mélange r(z) comme le rapport de la pression partielle de vapeur d'eau {\displaystyle p_{H_{2}O}} sur la pression atmosphérique totale. Soit z l'altitude. On a donc
{\displaystyle r(z)={p_{H_{2}O}(T) \over p_{a}(z)}}
Le point de rosée est défini par la température D telle que
{\displaystyle p_{H_{2}O}(T)=p_{s}(D)}
où {\displaystyle p_{s}(D)} est la pression de vapeur saturante.
On différencie et donc:
{\displaystyle {dp_{H_{2}O}(T) \over dz}dz={dp_{s}(D) \over dD}dD\qquad (1)}
On élève la parcelle de l'altitude z à l'altitude z + d z.
On a donc:
{\displaystyle r(z+dz)={p_{H_{2}O}(z+dz) \over p_{a}(z+dz)}}
Comme il n'y a pas de mélange, on a r(z+ dz) = r(z). Donc,
{\displaystyle {p_{H_{2}O}(z+dz) \over p_{a}(z+dz)}={p_{H_{2}O}(z) \over p_{a}(z)}}
Donc,
{\displaystyle \left(p_{H_{2}O}(z)+{dp_{H_{2}O}(z) \over dz}dz)\right)p_{a}(z)=p_{H_{2}O}(z)\left(p_{a}(z)+{dp_{a} \over dz}dz\right)}
Donc,
{\displaystyle {dp_{H_{2}O}(z) \over dz}={p_{H_{2}O}(z) \over p_{a}(z)}\times {dp_{a} \over dz}}
Dans l'article pression atmosphérique, il est démontré que {\displaystyle {dp_{a} \over dz}=-\rho g} où {\displaystyle \rho } est la masse volumique de l'air. Donc,
{\displaystyle {dp_{H_{2}O}(z) \over dz}=-\rho g{p_{H_{2}O}(z) \over p_{a}(z)}}
On substitue dans (1) et donc :
{\displaystyle -\rho g{p_{H_{2}O}(z) \over p_{a}(z)}dz={dp_{s}(D) \over dD}dD\qquad (2)}
La pression de vapeur saturante de l'eau peut s'exprimer à partir de la formule de Clapeyron comme suit :
{\displaystyle P=p_{0}\exp \left[{L \over R/M}\left({1 \over T_{0}}-{1 \over T}\right)\right]}
On considère la pression de référence p0 = 1013.15 hPa et la température de référence T0 = 373.15 K.
{\displaystyle L=2.470\times 10^{6}} est la chaleur latente de vaporisation (à 20 C), R = 8.3144621 J /mol /K est la constante universelle des gaz parfaits, M = 0.01801 kg/mol est la masse molaire de l'eau, T0 = 273.15 K et T est la température de l'atmosphère.
La pression de vapeur saturante de l'eau (en) {\displaystyle p_{s}(D)} est aussi donnée par la formule de Rankine (qui diffère légèrement) :
{\displaystyle p_{s}(D)=\exp(13.7-5120/D)\,}
On peut donc écrire
{\displaystyle p_{s}(D)={\hat {p}}e^{-{{\hat {D}} \over D}}}
avec {\displaystyle {\hat {D}}={LM \over R}=5350K}.
Dans la formule de Rankine, on a {\displaystyle {\hat {D}}=5120} ce qui n'est pas applicable en l'espèce car on a en général {\displaystyle D\approx 300}
On obtient donc:
{\displaystyle {dp_{s}(D) \over dD}={{\hat {D}} \over D^{2}}{\hat {p}}e^{-{{\hat {D}} \over D}}={{\hat {D}} \over D^{2}}p_{s}}
On substitue dans l'équation (2) et donc :
{\displaystyle -\rho g{p_{H_{2}O}(z) \over p_{a}(z)}dz={{\hat {D}} \over D^{2}}p_{s}dD\qquad (2)}
Donc,
{\displaystyle {dD \over dz}=-\rho g{p_{H_{2}O}(z) \over p_{s}(D)p_{a}(z)}\times {D^{2} \over {\hat {D}}}}
On simplifie un peu et on suppose que {\displaystyle p_{H_{2}O}(T)\approx p_{s}(D)}. On obtient alors:
{\displaystyle {dD \over dz}=-\rho g{1 \over p_{a}(z)}\times {D^{2} \over {\hat {D}}}}
On a vu que {\displaystyle {\hat {D}}=5350K}, {\displaystyle p_{a}=1.01\times 10^{5}Pa}, {\displaystyle \rho g=11.77Pa/m}. Donc, pour D = 300 K, on obtient
{\displaystyle {dD \over dz}=-{300\times 300 \over 5350}\times {11.77 \over 1.01\times 10^{5}}=-1.86\times 10^{-3}K/m}
L'expression ci-dessus donne le gradient du point de rosée dans une parcelle en ascension en fonction de l'altitude.
Le gradient adiabatique sec est {\displaystyle {dT \over dz}=-{g \over C_{p}}=-{9.81 \over 1006}=-0.00975K/m}.
On obtient donc:
{\displaystyle {d(T-D) \over dz}=-0.00186+0.00975}
Donc en mètres, {\displaystyle z=127\times (T-D)}. Ces conditions correspondent à une journée typique de vol à voile où T = 27 ⁰C. Aux conditions standard de température et de pression, on a {\displaystyle dD/dz=0.00174} et le facteur 127 est remplacé par 125. On retrouve exactement le coefficient proposé par Stull.
Par conséquent, pour une température de 27 ⁰C et un point de rosée de 12 ⁰C la base des nuages sera à 15 × 127 = 1 905 m. La formule approchée ci-dessus donnait une base de nuages à 6 000 pieds (i.e. 1 800 mètres).

### Remarque d'utilisation
Le calcul ci-dessus est fait pour une pression atmosphérique normale de 1 013,15 hPa. Dans la réalité, la pression au sol varie d'heure en heure et de jour en jour avec le passage des systèmes météorologiques. Il faut donc ajouter une correction correspondant à la pression réelle.
Par exemple, dans l'émagramme ci-joint, la pression au sol est de 1 000 hPa et la hauteur déduite à partir de celui-ci est donc la hauteur au-dessus de ce niveau de pression. En appliquant la formule ci-dessus, la base des cumulus se situerait à h = 30 × 127 = 3 809 mètres (ou h = 30 × 125 = 3 750 mètres). Cependant, la lecture de l'émagramme donne une hauteur approximative de 3 500 mètres. L'émagramme ci-joint provient du livre de Stull et est semble-t-il légèrement différent de l'émagramme original. Vu que l'échelle est logarithmique, il est difficile de déterminer la hauteur exacte du cumulus. En outre, en examinant soigneusement l'émagramme original de Stull, on constate que l'origine de la courbe de rapport de mélange est à 0.7 ⁰C et non à 0 ⁰C ce qui introduit une erreur systématique de 100 mètres environ. Stull a publié un autre émagramme qui permet de trancher la question. Dans ce graphe, on considère 2 courbes : la droite verticale correspondant à la température potentielle de 30⁰C et la courbe de rapport de mélange constant ayant pour origine -3 ⁰C. Ces courbes se coupent à 4100 mètres d'altitude environ. Donc, si l'on soustrait 3 × 125 = 375 mètres, la hauteur de la base du cumulus sera 3725 mètres environ ce qui est proche de la valeur théorique (3 750 ou 3 809 mètres).
L'exploitation graphique d'un émagramme ou l'utilisation de la formule longue est donc délicate. Il est plus simple d'utiliser la règle des 400 pieds par kelvin de la FAA ou des 125 mètres par kelvin de Hennig, qui permettent d'évaluer la hauteur des nuages à moins de 5% près.